# 胡旦
胡旦（?—?），字周父。濱州渤海（今山東惠民）人。生卒年不詳，北宋状元。

## 生平
生卒年不詳。少有才學，善於文辭。生性恃才傲物。宋太宗太平興國三年（978年）戊寅科狀元及第，任將作監丞，通判昇州（今江苏南京），當時南唐僧人多數還俗，無家可歸，在外流浪，胡旦耽心他們聚而為盜，將之收編，在臉上刺字，作為黥兵。遷左拾遺，直史館。出为淮南东路转运副使，知海州（今江苏连云港）。一年后回京。因上《河平頌》觸怒太宗，貶為殿中丞。又上《平燕議》，建議收復燕雲十六州，受太宗賞識。以尚书户部员外郎身份知制诰。好友馬周常诋毁朝政，攻击李昉，说他“赋诗饮酒，不闻备边，旷职素餐，有惭鼎辅”等语。眾人疑为胡旦指使，端拱元年（988年）马周被流放渔岛，胡旦被貶為坊州（治今陕西黄陵）团练副使，又因私自去鄜州（治今陕西富县）谒見老師宋白，被弹劾，再徙绛州。最後因坐宦官王繼恩謀廢太子事敗，被貶安遠軍行軍司馬，又削籍流潯州（今廣西桂平）。久之，以司封員外郎通判襄州（今湖北襄樊）。宋真宗泰山封禪後，升為祠部郎中。
晚年有目疾，雙目失明，仍令人朗頌经史，以秘書省少監閒居襄州。再遷秘書監，卒於任上。得年八十。因家境贫困，死後無以為斂，朝廷遂赐钱二十萬。著有《漢春秋》、《五代史略》、《将帅要略》、《演圣通讼》、《唐乘》、《家传》等，皆佚。

## 家庭
妻：盛氏
子：
- 胡粲，试秘书省校书郎
- 胡叔彩，试将作监主簿
- 胡彬，将作监主簿
- 胡彤，将作监主簿

侄：
- 胡拱辰，尚书郎

## 延伸阅读
[在维基数据编辑]
 《宋史·卷432》，出自脱脱《宋史》